# Integralt membranprotein

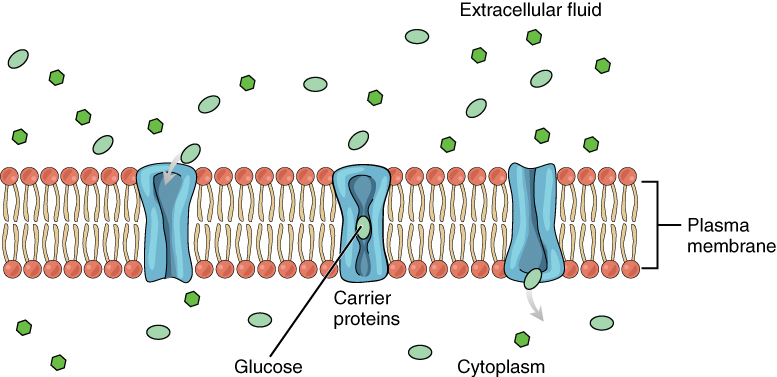
Tvärsnitt av en bit membran med tre inbäddade protein (blå).

Integralt membranprotein (även kallade transmembrana proteiner) utgör tillsammans med de perifera membranproteinerna de huvudsakliga membranproteinerna. Det integrala membranproteinet genomkorsar cellmembranet och har både en hydrofobisk och en hydrofilisk region i samma protein. Den hydrofoba regionen med icke-polära aminosyror är i membranets centrala delar och håller proteinet på plats, medan den hydrofila regionen har kontakt med vattenlösningarna på membranets båda sidor.